# Nickelodeon Universe (Mall of America)
Pour les articles homonymes, voir Nickelodeon Universe (American Dream).
Nickelodeon Universe (connu sous le nom de Knott's Camp Snoopy, et The Park at MOA) est un parc d'attractions situé dans le centre commercial Mall of America (MOA) à Bloomington, dans le Minnesota.

## Histoire
Construit par Knott's Berry Farm et dirigé par Cedar Fair Entertainment après l'achat de Knott's en 1998. Le parc est maintenant dirigé par Mall of America depuis 2005.

### Camp Snoopy
Le familier personnage de Snoopy fut la mascotte du parc à ces débuts, alors que le parc s’appelait Knotts Camp Snoopy et plus tard,  plus simplement Camp Snoopy. Le personnage créé par Charles M. Schulz dans sa bande dessinée "The Peanuts" était présent de manière modérée. Quand le parc perdit la franchise de ce personnage, la thématique subit quelques changements pour s'adapter. En octobre 2005, le logo change et le chien noir et blanc commence à disparaître dans le parc.

### The Park at MOA
Le 9 janvier 2006, Mall of America annonce que la collaboration avec Cedar Fair Entertainment (Qui possèdent les droits de Peanuts) est définitivement terminée. Le parc est alors temporairement renommé Park at MOA en attendant une nouvelle collaboration. Les dernières trace de Snoopy et de sa bande furent supprimées.

### Nickelodeon Universe
Annoncé par le Star Tribune, le 1er mars 2007, le Park at MOA était en négociation avec Nickelodeon pour un partenariat amenant à intégrer des personnages du groupe dans la thématique du parc.
De nouvelles attractions furent annoncées comme SpongeBob SquarePants Rock Bottom Plunge, un parcours de montagnes russes de Gerstlauer, un nouveau spectacle Bob l'éponge (en: SpongeBob SquarePants) ainsi que d’autres manèges.
Le nouveau nom Nickelodeon Universe fut annoncé le 25 juillet 2007, un mois plus tard commençait les constructions et autres modifications dans le parc (80 à 90 % du parc vont être remaniés). Le parc devrait être à nouveau complètement opérationnel à partir de mars 2008.

## Logos

Premier logo (1992 - Octobre 2005)
Nouveau logo pour Camp Snoopy (Octobre 2005 - janvier 2006)
Logo de transition (janvier 2006 - 2007)
Nouveau logo de Nickelodeon Universe (2007 - )

## Le parc d'attractions
L'entrée au parc est libre, mais chaque attraction est payante par un système de tickets dont le nombre varie en fonction du type d’attraction (de 3 à 6 points). Il existe cependant des pass annuels.

### Les montagnes russes

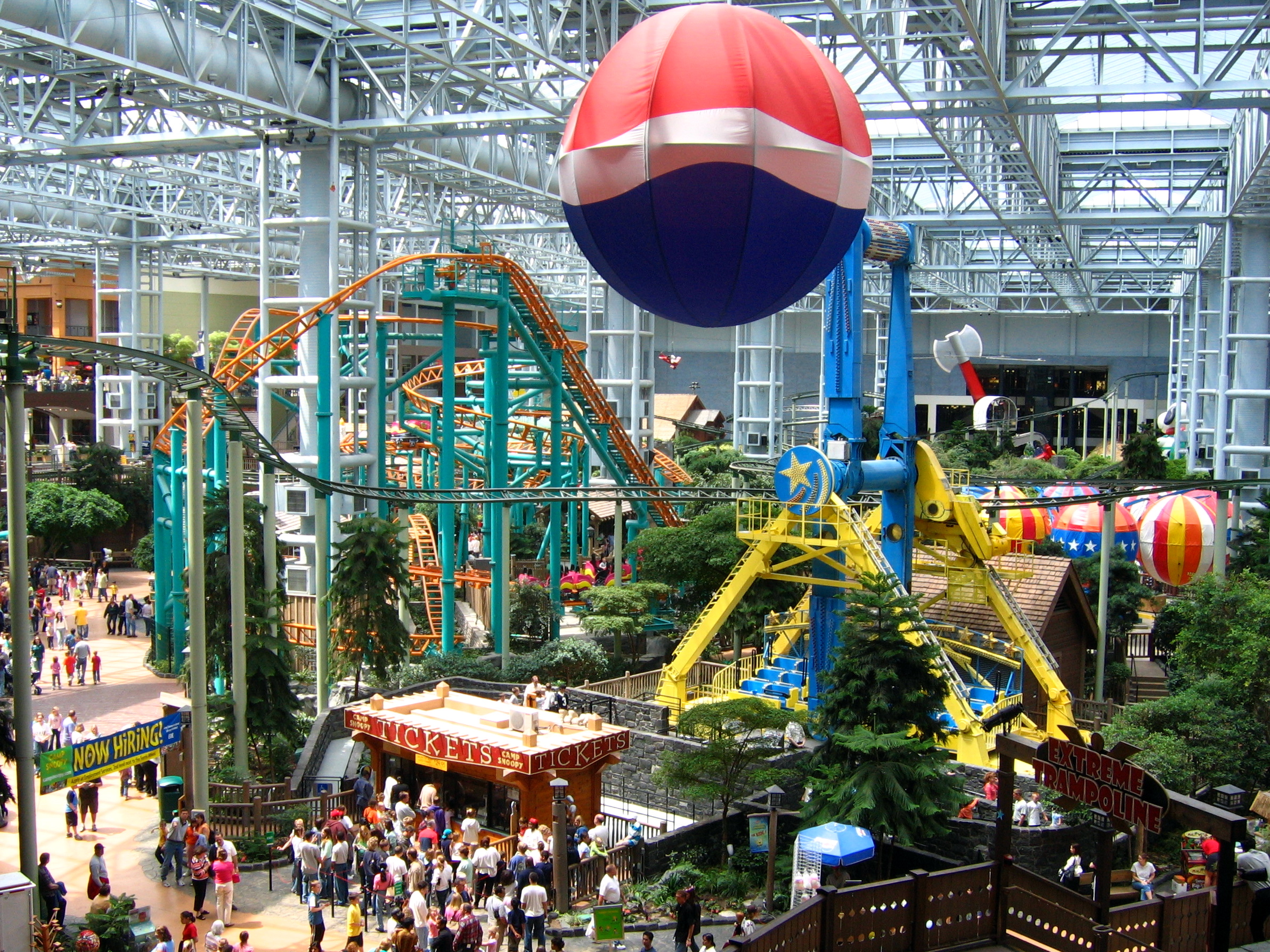
Vue du parc en 2005.

- Pepsi Orange Streak Roller Coaster - Montagnes russes en métal de Zierer (1992)
- Fairly Odd Coaster - Montagnes russes tournoyantes de Gerstlauer (2004)
- Back at the Barnyard Hayride - Montagnes russes en métal de Zamperla (1995)
- SpongeBob Squarepants Rock Bottom Plunge - Euro-Fighter de Gerstlauer (2008)
- Avatar Airbender - Montagnes russes lancées navette - Half Pipe Coaster d'Intamin (2008)

### Les attractions à sensation
- Tak Attack
- Danny Phantom's Ghost Zone
- Jimmy Neutron's Atomic Collider
- Shredders Mutant Masher - Revolution 20 de Chance Rides (2015)
- Splat-O-Sphere

### Les attractions aquatiques
- Log Chute - Bûches

### Autres attractions
- Carousel - Carrousel
- Balloon Race
- Bloomington Express - Train

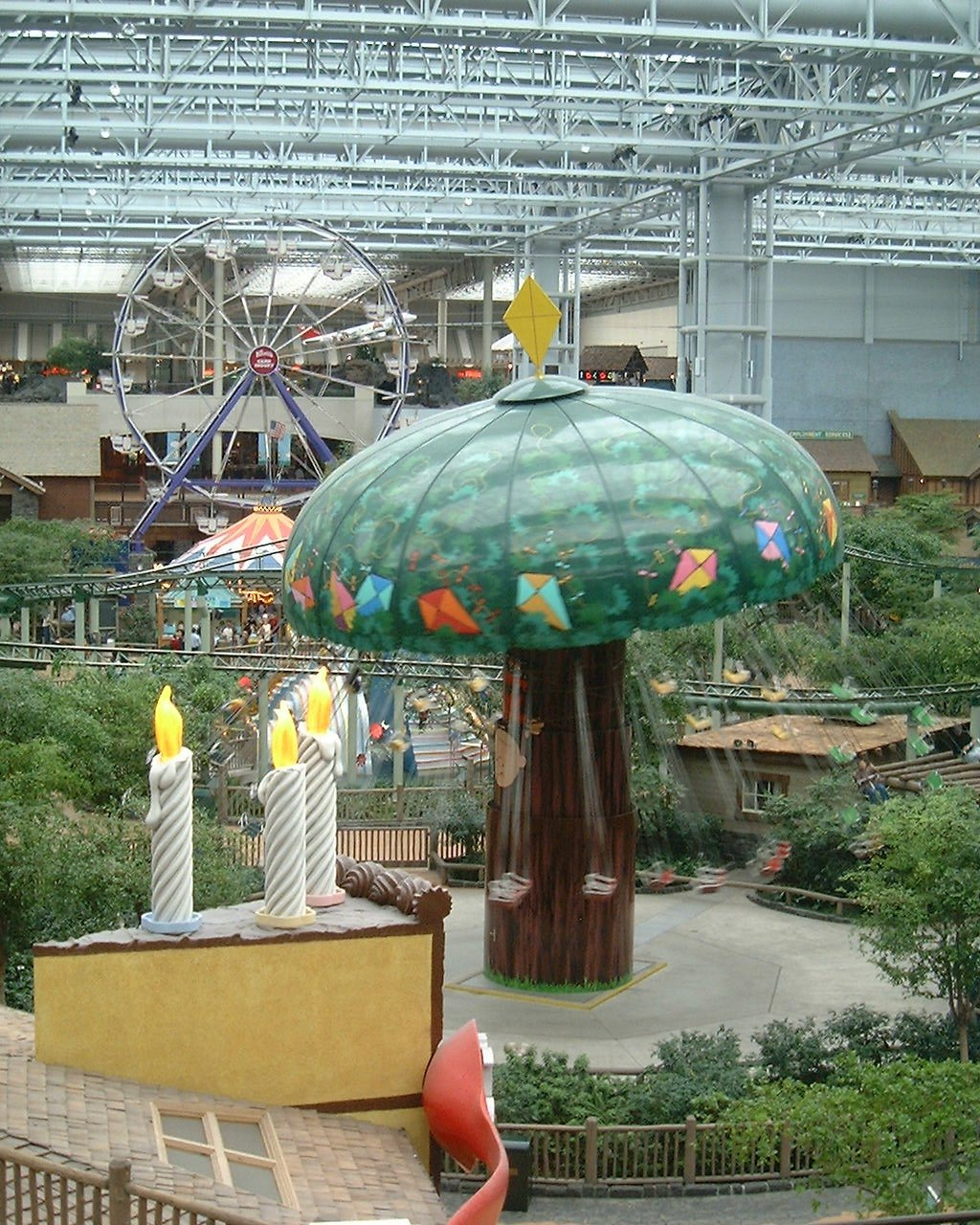
Tree Swing

- Pineapple Poppers - Structure gonflable
- Naked Brothers Crazy Cars - Autos tamponneuses
- Camp Bus
- Wonderpets Fly Boat
- Ghost Blasters
- Blue's Skidoo - Manège d'avions
- El Circulo de Cielo ferris wheel
- Speedway
- Backyardigans Swing Along - Chaises volantes
- Truckin' - Balade en voiture